# Midland, Ohio
Midland är en ort (village) i Clinton County i Ohio. Vid 2010 års folkräkning hade Midland 315 invånare.